# Jesús i Maria
Jesús i Maria és un poble situat al delta de l'Ebre a la comarca del Baix Ebre que pertany al municipi de Deltebre (des de 1977). Format pels barris de la Partida de Dalt i els Hortets es troba geogràficament situat entre el canal de l'Esquerra de l'Ebre (al nord), el riu Ebre (al sud), la finca de Migjorn (a l'oest) i el poble de la Cava (a l'est).
La història de Jesús i Maria, com la dels diversos assentaments del Delta de l'Ebre, és relativament moderna. La domesticació del territori d'aiguamolls mitjançant canals i sistemes de drenatge per a la creació de zones d'horta i arrossaire s'inicià de forma planejada a mitjan segle xix.
La producció d'arròs és una de les activitats locals de la zona. La Cooperativa Agrícola de Jesús i Maria dintre de la societat Arrossaires del Delta de l'Ebre s'encarrega de la coordinació i distribució dels productes.
Hi ha un club de futbol, la Unió Deportiva Jesús i Maria (fund. 1928), amb diferents equips de futbol en diverses categories i amb el primer equip a la Segona Categoria Territorial (2007-2008). És una de les entitats més antigues del poble.
Amb un paisatge marcat per l'horitzontalitat de la planúria deltaica, Jesús i Maria, té múltiples paratges de gran interès paisatgístic. Entre ells, el Molí del Mirons, un petit parc urbà situat davant de l'illa de Gràcia, ofereix grans postes de sol.